# Baskerville Shield
La Baskerville Shield es un trofeo de rugby league disputado entre las selecciones de Nueva Zelanda y en un comienzo frente al seleccionado de Gran Bretaña, posteriormente reemplazado por Inglaterra.
En la última edición, disputada en 2018, Inglaterra retiene el trofeo al vencer en los dos primeros encuentros por marcadores de 18-14, 20-14 y perdiendo en el tercero por 0-34.
Al año 2018, Gran Bretaña e Inglaterra han ganado dos veces el trofeo, mientras que Nueva Zelanda no ha conseguido obtener el campeonato.

## Resultados
| Año  | Ganador       | Resultado Serie | Subcampeón    |
| ---- | ------------- | --------------- | ------------- |
| 2002 | Gran Bretaña  | 1 - 1           | Nueva Zelanda |
| 2007 | Gran Bretaña  | 3 - 0           | Nueva Zelanda |
| 2015 | Inglaterra    | 2 - 1           | Nueva Zelanda |
| 2018 | Inglaterra    | 2 - 1           | Nueva Zelanda |
| 2019 | Nueva Zelanda | 2 - 0           | Gran Bretaña  |

## Posiciones
| Año           | Campeón | 2º puesto |
| ------------- | ------- | --------- |
| Gran Bretaña  | 2       | 1         |
| Inglaterra    | 2       |           |
| Nueva Zelanda | 1       | 4         |